# Hans Tetzel

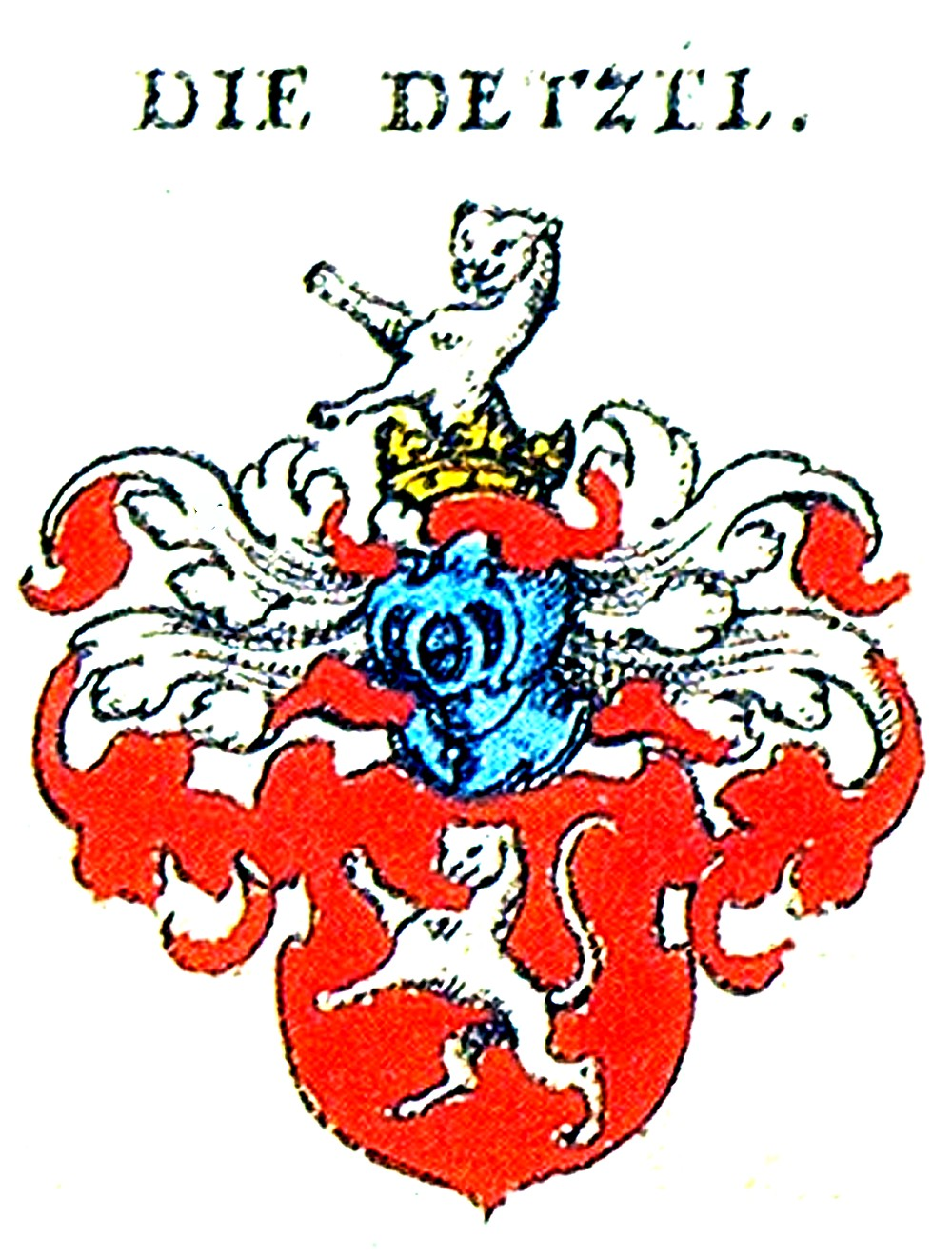
Wappen der Familie Tetzel

Hans Tetzel, auch Juan oder Joan Tecel, Teçel, Tezel, Thezel, Tercel, Tetzel, Tuel (* 23. März 1518 in Nürnberg; † 5. Oktober 1571 in Madrid) war ein deutscher Patrizier, Kaufmann und Montanunternehmer. Ermöglicht durch einen Vertrag mit der spanischen Krone errichtete und betrieb er in der Ortschaft El Cobre auf Kuba seit 1547 Kupferminen und ein Hüttenwerk.

## Leben
Hans Tetzel wurde 1518 als gemeinsamer Sohn Friedrich Tetzels und Ursula Fürers geboren und gehörte demnach dem Nürnberger Patriziat an. Sein Vater wirkte neben seiner politischen Karriere als Montanunternehmer. Gleiches lässt sich über die Familie seiner Mutter, den Fürern, sagen, welche neben dem expliziten Kupferhandel auch Saigerhütten betrieben. Sein Vater verstarb 1523 nur wenige Jahre nach seiner Geburt. Weiteres ist über Hans‘ Jugend nicht überliefert. Eine schulische Ausbildung sowie die Einarbeitung in das Montanwesen durch Verwandte können jedoch angenommen werden.
Fassen lässt sich seine Person erst wieder 1539, als er bereits in Sevilla verweilte und dort für deutsche Kaufleute als Bürge auftrat. Möglicherweise reiste der junge Tetzel schon 1530 in Begleitung seines älteren Bruders Jobst Tetzel nach Iberien, der zu dieser Zeit dort als Faktor für die ebenfalls aus Nürnberg stammenden Hirschvogel tätig war. Auch für den 1540 nach Kuba reisenden Gaspar Looman verbürgte sich Tetzel, was darauf hinweist, dass er schon früh über kurz zuvor auf Kuba entdecktes Kupfer informiert war. Dies und das Scheitern Loomans bei der Verarbeitung des kubanischen Kupfers führte dazu, dass Tetzel im Frühjahr 1542 ebenfalls auf die Karibikinsel reiste und versuchte das Problem mit dem hohen Schwefelgehalt im dortigen Kupfer zu lösen. Nachdem dies vor Ort nicht gelungen war, kehrte der Patrizier 1544 mit Proben in seine Heimatstadt zurück, worauf der Durchbruch folgte und ein Schmelzverfahren für das kubanische Kupfer gefunden wurde. Mit diesem Wissen reiste Tetzel nach Spanien, um dort am königlichen Hof mit dem zu dieser Zeit regierenden Karl V. und dem Indienrat einen Vertrag über den Kupferabbau auf Kuba zu schließen. Dieser wurde schließlich am 11. Januar 1546 verschriftlicht und sprach dem Nürnberger eine Reihe an Rechten und Privilegien zu.

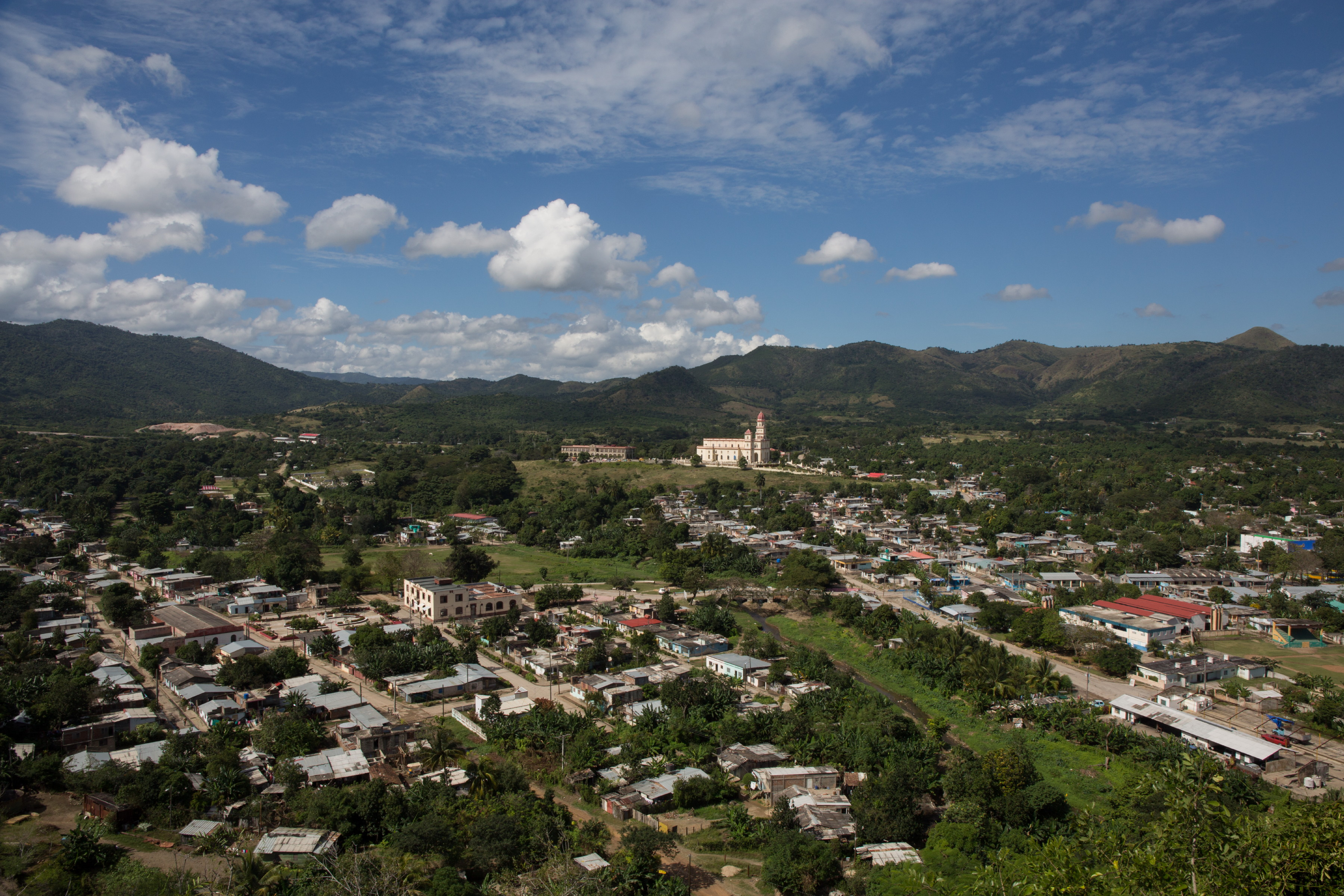
Ansicht des modernen El Cobre. Die heutige Gemeinde von Santiago de Cuba galt auch in den folgenden Jahrhunderte als wichtiger Abbauort für Kupfer.

Um das geplante Vorhaben auf Kuba zu finanzieren, gründete Tetzel in seiner Heimatstadt Nürnberg eine Bergwerks- und Hüttengesellschaft. Seine Brüder Gabriel und Jobst Tetzel sowie seine beiden Schwäger Balthasar Rummel und Andreas Gienger beteiligten sich an dieser und erwarben Anteile. Dazu kam der in Sevilla ansässige Kaufmann Lazarus Nürnberger, der große Erfahrung im Westindienhandel besaß und ebenfalls in der Gesellschaft als Teilhaber wirkte. Nachdem die nötige Ausrüstung beschafft wurde, machte sich Tetzel im Frühsommer 1547 in Begleitung von sechs Bergbau- und Hüttenexperten auf den Weg nach Kuba. Dort gründete er in der nahe von Santiago de Cuba liegenden Ortschaft El Cobre sein Kupferwerk. Nachdem die folgenden drei Jahre durch einen Interessenkonflikt mit den bereits ansässigen Minenbesitzern geprägt waren, einigte sich Tetzel mit diesen schließlich durch einen am 27. Juni 1550 verschriftlichten Vergleich und ging einen Kompromiss ein. Zentrale Bedeutung galt dabei stets dem von ihm entdeckten Schmelzverfahren, welches bisher als Geheimnis streng gehütet wurde und erst nach diesem Zeitpunkt unter Vorbehalten mit den anderen Minenbesitzern geteilt wurde. Zwar verlor Tetzel durch den Vergleich von 1550 einige in dem königlichen Vertrag von 1546 festgehaltene Privilegien, allerdings behielt er zentrale Zugeständnisse, wie das alleinige Verkaufsrecht sämtlichen kubanischen Kupfers durch einen von ihm bestimmten Vertrauensmann, sowie Anteile an allen Verkäufen.
Die folgenden Jahre war das Kupferwerk Tetzels in Betrieb, wurde jedoch durch eine Reihe von Schicksalsschlägen getroffen. Nachdem 1554 französische Korsaren das nahe Santiago de Cuba mitsamt der Kupfervorräte Tetzels überfielen und plünderten, brachen in den Folgejahren zwei Naturkatastrophen über das Werk hinein und zerstörten mehrere seiner Gebäude. Der Patrizier stand aufgrund des Wiederaufbaus in finanziellen Schwierigkeiten und kompensierte dies wahrscheinlich durch die Aufnahme von einheimischen stillen Gesellschaftern. Da die Privilegien des Vertrages von 1546 auf 20 Jahre limitiert waren, bereitete Tetzel sich 1568 für eine Reise nach Spanien zum Hof Philipps II. vor, um dort für dessen Verlängerung zu plädieren. Dies gelang ihm erst einige Jahre später am 11. April 1571. Eine Rückkehr nach Kuba erübrigte sich, da Hans Tetzel schon kurz darauf am 5. Oktober 1571 in Madrid verstarb. Daraufhin wurden in Nürnberg am Heiligabend die Totenglocken geschlagen und wenig später der bis heute dort verbliebene Totenschild in der Tetzelkapelle der Nürnberger St.-Egidien-Kirche aufgehängt.
Hans Tetzel heiratete zu seiner Zeit auf Kuba eine verwitwete Spanierin mit Kindern aus erster Ehe, hinterließ laut dem zu dieser Zeit entstandenen Familienbuch des Joachim Tetzel jedoch keine eigenen Kinder. Das Kupferwerk und der zu diesem Zeitpunkt kürzlich verlängerte Vertrag gingen nach Tetzels Tod mit einigen Änderungen an den Sevillaner Sancho de Medina Cerezo über.